# DAPI
DAPI (pronunciado 'DAPPY', /ˈdæpiː/), o 4′,6-diamidino-2-fenilindol, es un tinte fluorescente que se une fuertemente a las regiones ricas en adenina y timina del ADN . Se utiliza ampliamente en microscopía de fluorescencia . Como DAPI puede atravesar una membrana celular intacta , se puede utilizar para teñir células vivas y fijas , aunque atraviesa la membrana de manera menos eficiente en las células vivas y, por lo tanto, proporciona un marcador de la viabilidad de la membrana.

## Historia
DAPI fue sintetizado por primera vez en 1971 en el laboratorio de Otto Dann como parte de la búsqueda de fármacos con el fin buscar un tratamiento para la tripanosomiasis. A pesar de que no tuvo éxito como un medicamento, una investigación más extensa indicó que esta molécula se une fuertemente al ADN confiriéndole mayor fluorescencia. Esto encaminó su uso a la identificación de ADN mitocondrial por ultracentrifugación en 1975, este fue el primer uso registrado de DAPI como un marcador fluorescente de ADN. 
LA intensidad de fluorescencia debida a la unión de DAPI con las moléculas de ADN condujo a la rápida adopción de DAPI como marcador fluorescente de ADN usado en la microscopía de fluorescencia. Su uso para la detección de ADN en plantas, bacterias y metazoos y partículas virales se demostró en la década de 1970, y la tinción cuantitativa de ADN dentro de las células, se demostró en 1977. El uso de DAPI como un marcador de ADN para la citometría de flujo también se demostró alrededor de este tiempo.

## Propiedades fluorescentes
Cuando DAPI se une a ADN bicatenario su máximo de absorción es a una longitud de onda de 358 nm (ultravioleta) y de su máximo de emisión es a 461 nm (azul). Por lo tanto en la microscopía de fluorescencia DAPI es excitado con luz ultravioleta para después ser detectado a través de un filtro azul / cian. DAPI también puede unirse a RNA, Sin embargo, aunque su pico de emisión es bastante amplio no es tan fluorescente. Su emisión se desplaza a alrededor de 500 nm cuando se une a ARN.
La emisión de luz azul de DAPI resulta conveniente para microscopistas que deseen utilizar múltiples marcadores fluorescentes en una sola muestra (citometría de flujo). Existe un cierto solapamiento entre la fluorescencia producida por DAPI y las moléculas de verde - fluorescentes como la fluoresceína y la proteína verde fluorescente (GFP), pero el efecto producido es mínimo. El uso de empalme espectral debido a este efecto puede ser evidente cuando se realiza un análisis de imagen extremadamente preciso.
Otro uso para la microscopia de fluorescencia para DAPI es su popular uso el marcaje de cultivos celulares con la finalidad de detectar el ADN contaminado con
micoplasma o virus. Las partículas de micoplasmas o virus marcados por DAPI en el medio de cultivo son más fáciles de detectar.
Perfil de Fluorescencia de excitación y emisión de DAPI unido a ADN bicatenario.

## Modelo de absorción y propiedades de fluorescencia
Este marcador fluorescente de ADN, recientemente ha sido modelado con eficacia utilizando la Teoría del funcional de la densidad tiempo-dependiente, junto con el modelo del continuo polarizable (IEF-PCM). Este modelo de la mecánica cuántica ha racionalizado el comportamiento de la absorción y la fluorescencia dada por la unión al surco menor y la intercalación en el sitio de la cadena ADN dirigido, en los términos de flexibilidad estructural reducida y polarización.

## Empleo en células vivas y toxicidad
DAPI se puede utilizar para el marcaje de celular vivas, aunque la concentración de DAPI necesaria para la tinción de células vivas es generalmente muy alta y rara vez se utiliza. Se etiqueta como no tóxico en su Ficha de datos de seguridad y aunque no se muestra tener mutagenicidad en E. coli, se etiqueta como un mutágeno conocido en la información proporcionada por el fabricante. Como se trata de un compuesto de unión a ADN es muy probable que tenga algunas propiedades mutagénicas de bajo nivel y se debe tener cuidado en su manipulación y eliminación.

## Protocolo para el uso de DAPI como marcador de ADN
DAPI es un marcador nuclear que presenta mayor fotoestabilidad a diferencia de Hoechst_(colorante). DAPI se asocia con el surco menor del ADN de doble cadena, con preferencia por los grupos de adenina-timina. Las células deben ser permeabilizadas y / o fijadas para que DAPI pueda entrar en la célula y de unirse al ADN. La fluorescencia aumenta aproximadamente 20 veces cuando DAPI se une al ADN de doble cadena. El protocolo para el uso de DAPI como marcador de ADN en cultivo celular se describe a continuación:

### Materiales y Reactivos
- DAPI ( 10 mg/ml en solución madre de H2O ; Invitrogen D1306 )

- Solución madre a 4 °C, protegido de la luz . La sal de lactato de DAPI es más soluble en H2O que en cloruro de sodio, pero DAPI no es muy soluble en PBS , por lo tanto , utilizar H2O para preparar la solución madre.

- El formaldehído (3,7%), de estar recién preparado

- Preparar PBS con adición de CaCl2 y MgCl2 (PBS +). Esta solución permite que las células se adhieran entre sí y al sustrato. Si las células están en un medio que no contiene Ca2+ o Mg++, pueden irse a la superficie y desprenderse del sustrato.

- Triton X-100 (0,2 %)

### Equipo
- Placas para cultivo celular, estériles

- Microscopio de fluorescencia, equipado con una luz ultravioleta (UV) de conjunto de filtros

- Por excitación con láser de microscopia confocal, utilizar un láser UV o, si es lo suficientemente intensa, la línea UV de un láser de argón-ion.

### Método
Las células que han sido inmunomarcadas pueden ser teñidas con DAPI comenzando en el paso 7.
- Diluir la solución de DAPI 1:5000 en PBS+.

- Aspirar el medio de las células a partir de células cultivadas en cubreobjetos. Lavar las células tres veces con PBS+. No permitir que las células se sequen en cualquier momento durante el

protocolo.
- Fijar las células durante 10 minutos en formaldehído 3,7%.

- Aspirar el fijador. Lavar las células tres veces, 5 min cada una, en PBS+.

- Permeabilizar las células por inmersión en Triton X-100 0,2% durante 5 min.

- Aspirar el Triton. Lavar las células tres veces, 5 min cada una, en PBS+.

- Se incuban las células durante 1-5 min a temperatura ambiente en solución de marcaje DAPI (del Paso 1).

- Aspirar la solución de marcaje. Lavar las células tres veces en PBS+.

- Monte los portaobjetos como se describe en Mounting Live Cells onto Microscope Slides (Chazotte 2011).[11]

- La imagen de las células se observa a (λ excitación ~ 359 nm, λ emisión ~ 461 nm cuando DAPI está unido a ADN).[12]

## Aplicaciones de DAPI
- Ensayo de ADN en solución[13]

- Diagnóstico de la infección por micoplasmas en cultivos celulares[14]

- Medición del contenido nuclear y clasificación de cromosomas en citometría de flujo[15]

- Evaluación de la apoptosis[16]

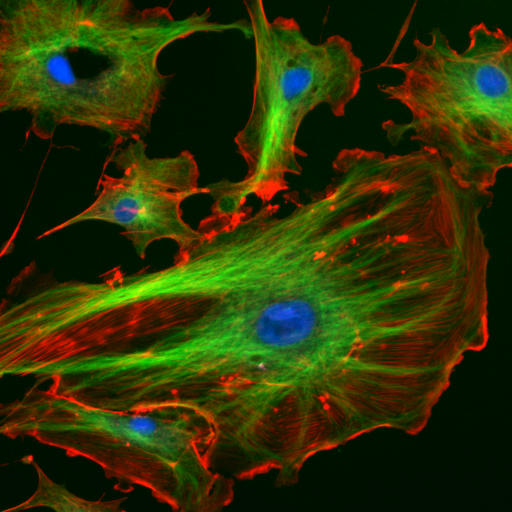
Células epiteliales teñidas con DAPI (azul) y dos anticuerpos (verde y rojo) amediante técnica de inmunofluorescencia

- Detección de ADN en núcleo y organelos en inmunofluorescencia y en los procedimientos de hibridación in situ[17][18]

- Sustitución de bromuro de etidio tinción de ADN en geles de agarosa[14][19]

- Contratinción núcleos en métodos histoquímicos cuando los anticuerpos rojos fluorescentes se han utilizado para detectar objetivos específicos[18]

- Los informes también indican que DAPI se une a polifosfatos y otros polianiones[20] sulfato de dextrano[21] y SDS.[22]

## Alternativas
Las manchas de Hoechst son similares a DAPI en que también son manchas de ADN azul-fluorescentes compatibles con aplicaciones en vivo y células fijas, también visibles utilizando los mismos ajustes del filtro del equipo para DAPI.